# Scissors (texas)
Scissors és una concentració de població designada pel cens dels Estats Units a l'estat de Texas. Segons el cens del 2000 tenia 2.805 habitants.

## Demografia
Segons el cens del 2000, Scissors tenia 2.805 habitants, 604 habitatges, i 561 famílies. La densitat de població era de 633,3 habitants per km².
Dels 604 habitatges en un 65,6% hi vivien nens de menys de 18 anys, en un 72,8% hi vivien parelles casades, en un 15,7% dones solteres, i en un 7,1% no eren unitats familiars. En el 6,1% dels habitatges hi vivien persones soles l'1,8% de les quals corresponia a persones de 65 anys o més que vivien soles. El nombre mitjà de persones vivint en cada habitatge era de 4,64 i el nombre mitjà de persones que vivien en cada família era de 4,83.
Per edats la població es repartia de la següent manera: un 43,1% tenia menys de 18 anys, un 11,7% entre 18 i 24, un 27,2% entre 25 i 44, un 13,1% de 45 a 60 i un 5% 65 anys o més.
L'edat mediana era de 22 anys. Per cada 100 dones de 18 o més anys hi havia 90,6 homes.
La renda mediana per habitatge era de 18.963 $ i la renda mediana per família de 19.229 $. Els homes tenien una renda mediana de 15.172 $ mentre que les dones 14.438 $. La renda per capita de la població era de 4.914 $. Aproximadament el 47% de les famílies i el 51,6% de la població estaven per davall del llindar de pobresa.

## Poblacions més properes
El següent diagrama mostra les poblacions més properes.